# Palais Batthyány
Le Palais Batthyány (en hongrois : Batthyány-palota) est un édifice situé dans le 1er arrondissement de Budapest.
Construit entre 1744 et 1748 par József Giessl, il appartint à la famille Batthyány jusqu'en 1945.

## Source, lien externe
- muemlekem.hu